# Bubniwśka Słobidka
Bubniwśka Słobidka (ukr. Бубнівська Слобідка) – wieś na Ukrainie, w obwodzie czerkaskim, w rejonie złotonoskim. W 2001 liczyła 1454 mieszkańców, wśród których 1432 jako ojczysty język wskazało ukraiński, 18 rosyjski, a 4 inny.